# Dihun (woreda)
Pour l’article homonyme, voir Dihun.
Dihun est un woreda de l'est de l’Éthiopie situé dans la zone Nogob de la région Somali. Ce district a 25 082 habitants en 2007. Sa partie ouest se détache récemment sous le nom d'Ayun.
Bordé à l'ouest par un prolongement de la zone Erer qui le sépare de la région Oromia, le woreda Ayun est désormais l'extrémité ouest de la zone Nogob. Les deux districts vont de la zone Erer au nord à la zone Shabelle au sud.
Le centre administratif d'Ayun est sur la route principale Fiq-Imi environ 120 km au sud de  Fiq. Celui de Dihun se trouve une quarantaine de kilomètres plus à l'est et près de 200 km au sud-ouest de Degehabur,,.
| Hamero  |           | Segeg   |
| Ayun    | Dihun     | Gerbo   |
| Imiberi | Aba-Korow | Hararey |

Le recensement national de 2007 fait état de 25 082 habitants dont 9 % de citadins dans le grand district Dihun comprenant encore Ayun.
Presque tous les habitants sont musulmans.
La population urbaine correspond aux 2 216 habitants du centre administratif de l'époque, Dihun.
En 2022, la population est estimée sur le même périmètre à 36 496 personnes avec une densité de population de 9 personnes par km2 et 3 904 km2 de superficie.
Cependant Dihun n’occupe plus que 2 112 km2 en 2021, 1 800 km2 ayant été transférés dans le nouveau woreda Ayun.